# نانسي هاينز
نانسي هاينز (بالإنجليزية: Nancy Haynes)‏ هي رسامة أمريكية، ولدت في 1947 في واتربوري في الولايات المتحدة.